# 2022年ウガンダのエボラ出血熱流行
2022年ウガンダのエボラ出血熱流行（2022ねんウガンダのエボラしゅっけつねつりゅうこう、2022_Uganda_Ebola_outbreak）は2022年に東アフリカの国、ウガンダの西部・中部地域で発生した、エボラ出血熱の原因となるスーダン型エボラウイルスの流行である。2023年1月11日に世界保健機関が終息を宣言するまで続いた。

## 解説
これは、ウガンダで5回目のスーダン型のエボラウイルスによるアウトブレイクである。2022年9月20日にウガンダ保健省によってアウトブレイクと宣言された。
2022年10月2日の時点で、Mubende、Kyegegwa、Kassanda、KagadiおよびBunyanga地区で患者が確認されている。
2022年10月12日の時点で、合計64人の患者が確認され、29人が死亡した。また同日10月12日、首都であるカンパラで初めて死亡が確認された。
ウガンダ政府は10月21日、2022年末までに流行が終息する見込みであると発表した。